# Warren de la Rue
Warren de la Rue (Guernsey, 1815. január 18. – London, 1889. április 19.) angol természettudós, a Royal Astronomical Society alelnöke.

## Pályája
Még gyermekkorában Párizsba került és ott is nevelkedett. Atyjának üzletébe lépett, ahol a kártyagyártás és papírkereskedéshez szükséges ismereteket megszerezte. Már itt igen sok gépet szerkesztett, de emellett kémiai kísérletekkel is foglalkozott. Ebben az időben talált fel gépeket a tarkapapír és a levélborítékok előállítására. 1851-ben, 1855-ben és 1862-ben a kiállításokon a zsűri tagja volt. Canonbury-ban (London) kis csillagdát rendezett be magának és itt kettős csillagokat észlelt. 1857-ben Cranfordban (Middlesex) egy csillagdát épített és itt azon nagy eredmények által, melyeket a fényképészetnek csillagászati jelenségekre alkalmazása útján elért, nagy hírnevet szerzett. 1860-ban a Himalaya-expedícióval elment Spanyolországba és ott a július 18-ai teljes napfogyatkozásról sok képet készített. 1874-ben fizikai laboratóriumot állított föl, melyben 11 000 elemből álló galvánelem volt. Ezt a battériát de la Rue Hugo Müllerrel több fontos kísérletre használta. Később a kijevi csillagdában Balfour Stewarttal és Benjamin Loewy-vel különösen napfizikával foglalkozott és sok észlelést tett, melyek eredményeit Researches on solar physico című értekezésében tette közzé.